# ناغية كبيرة
ناغية كبيرة (الاسم العلمي:Nageia maxima) هي نوع من النباتات تتبع جنس الناغية من الفصيلة المعلاقية.